# Jeroen Hessing
Jeroen Hessing (Amstelveen, 8 september 1984) is een Nederlandse ex-profvoetballer. Hij speelde als verdediger bij FC Omniworld. Op maandag 21 januari 2008 werd bekend dat hij stopte met voetbal vanwege een ernstige knieblessure. Vijf artsen en drie operaties konden geen redding bieden.
Jeroen Hessing voetbalt vanaf het seizoen 2009-2010 op amateurbasis bij diverse amateurclubs.

## Clubstatistieken
| seizoen | club         | land      | competitie     | duels | goals |
| ------- | ------------ | --------- | -------------- | ----- | ----- |
| 2005/06 | FC Omniworld | Nederland | Eerste Divisie | 28    | 1     |
| 2006/07 | FC Omniworld | Nederland | Eerste Divisie | 18    | 2     |
| 2007/08 | FC Omniworld | Nederland | Eerste Divisie | 0     | 0     |
|         | totaal:      | totaal:   | totaal:        | 46    | 3     |